# Slalom géant masculin de ski alpin aux Jeux olympiques de 2022
Navigation
Pyeongchang 2018 Milan-Cortina 2026
Le Slalom géant hommes des Jeux olympiques d'hiver de 2022 a lieu le 13 février 2022  sur le domaine de Xiaohaituo situé dans le district de Yanqing, en Chine.
La première manche se déroule sous des chutes de neige qui réduisent singulièrement la visibilité mais la course demeure régulière car les conditions sont relativement identiques pour tous, encore faut-il avoir du matériel bien préparé, mais le départ de la seconde manche est repoussé de presque 2 heures.
Après la première manche, le grand favori Marco Odermatt est en tête mais, très à la peine jusqu'au deuxième temps intermédiaire avant d'être le plus rapide ensuite sur les deux derniers secteurs, ne parvient pas à créer d'écarts importants sur ses concurrents. Henrik Kristoffersen, vice-champion olympique en 2018 et champion du monde 2019, signe le quatrième temps à 12/100e. Le Top cinq est complété par Stefan Brennsteiner (deuxième à 4/100e), Mathieu Faivre (troisième à 8/100e) et Thibaut Favrot (cinquième à 19/100e), un trio qui s'était déjà éphémèrement illustré lors des épreuves de Coupe du monde de Bansko une année auparavant. Les principaux distancés sur ce premier tracé sont Marco Schwarz, Filip Zubčić, Lucas Braathen et Alexis Pinturaut. Les principaux éliminés sont Loïc Meillard, Justin Murisier et Alexander Schmid.
Au cours de la seconde manche, l'Andorran Joan Verdú réalise l'exploit de signer le troisième temps de la manche et obtient une belle neuvième place. Lucas Braathen, Manuel Feller et Luca De Aliprandini sont les premiers à abandonner. Favrot, Kristoffersen et Brennsteiner craquent, River Radamus effectue une belle remontée mais échoue au pied du podium car Faivre s'accroche pour arracher la médaille de bronze après avoir déjà été le vainqueur surprise des Mondiaux de Cortina 2021. Žan Kranjec, seulement 8ème dans la manche initiale, réalise largement le meilleur temps sur le deuxième tracé pour s'emparer de la médaille d'argent. Marco Odermatt (deuxième temps de la manche à 59/100e) résiste au retour du Slovène et devient logiquement champion olympique au vu de sa domination sur la discipline cette saison.

## Médaillés
| Or                   | Argent            | Bronze               |
| Marco Odermatt (SUI) | Žan Kranjec (SLO) | Mathieu Faivre (FRA) |

## Résultats
| Rang                                | Dossard | Non                         | Nationalité        | Manche 1      | Rang | Manche 2      | Rang | Total         | Écart          |
| ----------------------------------- | ------- | --------------------------- | ------------------ | ------------- | ---- | ------------- | ---- | ------------- | -------------- |
| Médaille d'or, Jeux olympiques      | 4       | Marco Odermatt              | Suisse             | 1 min 02 s 93 | 1    | 1 min 06 s 42 | 2    | 2 min 09 s 35 |                |
| Médaille d'argent, Jeux olympiques  | 13      | Žan Kranjec                 | Slovénie           | 1 min 03 s 71 | 8    | 1 min 05 s 83 | 1    | 2 min 09 s 54 | + 0 s 19       |
| Médaille de bronze, Jeux olympiques | 5       | Mathieu Faivre              | France             | 1 min 03 s 01 | 3    | 1 min 07 s 68 | 13   | 2 min 10 s 69 | + 1 s 34       |
| 4                                   | 16      | River Radamus               | États-Unis         | 1 min 03 s 79 | 9    | 1 min 07 s 16 | 5    | 2 min 10 s 95 | + 1 s 60       |
| 5                                   | 17      | Thibaut Favrot              | France             | 1 min 03 s 12 | 5    | 1 min 07 s 92 | 14   | 2 min 11 s 04 | + 1 s 69       |
| 5                                   | 6       | Alexis Pinturault           | France             | 1 min 03 s 99 | 11   | 1 min 07 s 05 | 4    | 2 min 11 s 04 | + 1 s 69       |
| 7                                   | 8       | Gino Caviezel               | Suisse             | 1 min 03 s 90 | 10   | 1 min 07 s 30 | 6    | 2 min 11 s 20 | + 1 s 85       |
| 8                                   | 1       | Henrik Kristoffersen        | Norvège            | 1 min 03 s 05 | 4    | 1 min 08 s 20 | 18   | 2 min 11 s 25 | + 1 s 90       |
| 9                                   | 32      | Joan Verdú Sánchez          | Andorre            | 1 min 04 s 48 | 13   | 1 min 06 s 80 | 3    | 2 min 11 s 28 | + 1 s 93       |
| 10                                  | 3       | Filip Zubčić                | Croatie            | 1 min 04 s 69 | 15   | 1 min 07 s 40 | 9    | 2 min 12 s 09 | + 2 s 74       |
| 11                                  | 25      | Raphael Haaser              | Autriche           | 1 min 4 s 99  | 17   | 1 min 7 s 40  | 9    | 2 min 12 s 39 | + 3 s 04       |
| 12                                  | 20      | Tommy Ford                  | États-Unis         | 1 min 5 s 7   | 19   | 1 min 7 s 34  | 7    | 2 min 12 s 41 | + 3 s 06       |
| 13                                  | 18      | Erik Read                   | Canada             | 1 min 4 s 77  | 16   | 1 min 7 s 67  | 12   | 2 min 12 s 44 | + 3 s 09       |
| 14                                  | 10      | Marco Schwarz               | Autriche           | 1 min 5 s 4   | 18   | 1 min 7 s 43  | 11   | 2 min 12 s 47 | + 3 s 12       |
| 15                                  | 22      | Adam Zampa                  | Slovaquie          | 1 min 5 s 86  | 21   | 1 min 8 s 5   | 16   | 2 min 13 s 91 | + 4 s 56       |
| 16                                  | 35      | Andreas Zampa               | Slovaquie          | 1 min 6 s 15  | 23   | 1 min 8 s 16  | 17   | 2 min 13 s 91 | + 4 s 56       |
| 17                                  | 53      | Albert Popov                | Bulgarie           | 1 min 7 s 60  | 27   | 1 min 7 s 34  | 7    | 2 min 14 s 94 | + 5 s 59       |
| 18                                  | 33      | Maarten Meiners             | Pays-Bas           | 1 min 3 s 3   | 22   | 1 min 9 s 45  | 20   | 2 min 15 s 48 | + 6 s 13       |
| 19                                  | 38      | Kryštof Krýzl               | Tchéquie           | 1 min 7 s 29  | 26   | 1 min 8 s 27  | 19   | 2 min 15 s 56 | + 6 s 21       |
| 20                                  | 29      | Julian Rauchfuss            | Allemagne          | 1 min 8 s 23  | 30   | 1 min 7 s 99  | 15   | 2 min 16 s 22 | + 6 s 87       |
| 21                                  | 49      | Samuel Kolega               | Croatie            | 1 min 6 s 53  | 24   | 1 min 10 s 75 | 23   | 2 min 17 s 28 | + 7 s 93       |
| 22                                  | 52      | Barnabas Szollos            | Israël             | 1 min 7 s 89  | 28   | 1 min 10 s 4  | 21   | 2 min 17 s 93 | + 8 s 58       |
| 23                                  | 43      | Louis Muhlen-Schulte        | Autriche           | 1 min 8 s 44  | 32   | 1 min 10 s 4  | 21   | 2 min 18 s 48 | + 9 s 13       |
| 24                                  | 23      | Trevor Philp                | Canada             | 1 min 7 s 14  | 25   | 1 min 11 s 94 | 24   | 2 min 19 s 8  | + 9 s 73       |
| 25                                  | 51      | Jack Gower                  | Irlande            | 1 min 8 s 30  | 31   | 1 min 12 s 26 | 25   | 2 min 20 s 56 | + 11 s 21      |
| 26                                  | 57      | Miks Zvejnieks              | Lettonie           | 1 min 9 s 59  | 33   | 1 min 13 s 4  | 26   | 2 min 22 s 63 | + 13 s 28      |
| 27                                  | 12      | Stefan Brennsteiner         | Autriche           | 1 min 2 s 97  | 2    | 1 min 22 s 1  | 40   | 2 min 24 s 98 | + 15 s 63      |
| 28                                  | 58      | Matthieu Osch               | Luxembourg         | 1 min 10 s 60 | 34   | 1 min 15 s 94 | 28   | 2 min 26 s 54 | + 17 s 19      |
| 29                                  | 60      | Komiljon Tukhtaev           | Ouzbékistan        | 1 min 12 s 77 | 35   | 1 min 14 s 72 | 27   | 2 min 27 s 49 | + 18 s 14      |
| 30                                  | 73      | Albin Tahiri                | Kosovo             | 1 min 13 s 42 | 37   | 1 min 16 s 43 | 29   | 2 min 29 s 85 | + 20 s 50      |
| 31                                  | 72      | Michael Poettoz             | Colombie           | 1 min 12 s 83 | 36   | 1 min 17 s 19 | 30   | 2 min 30 s 2  | + 20 s 67      |
| 32                                  | 71      | Alexandru Stefan Stefanescu | Roumanie           | 1 min 14 s 20 | 38   | 1 min 19 s 1  | 33   | 2 min 33 s 21 | + 23 s 86      |
| 33                                  | 78      | Mingfu Xu                   | Chine              | 1 min 15 s 96 | 41   | 1 min 17 s 26 | 31   | 2 min 33 s 22 | + 23 s 87      |
| 34                                  | 61      | Marton Kekesi               | Hongrie            | 1 min 14 s 47 | 39   | 1 min 19 s 7  | 34   | 2 min 33 s 54 | + 24 s 19      |
| 35                                  | 77      | Sommers RR Dickson          | Mexique            | 1 min 17 s 32 | 43   | 1 min 17 s 27 | 32   | 2 min 34 s 59 | + 25 s 24      |
| 36                                  | 87      | Yangming Zhang              | Chine              | 1 min 15 s 66 | 40   | 1 min 19 s 51 | 35   | 2 min 35 s 17 | + 25 s 82      |
| 37                                  | 67      | Ricardo Brancal             | Portugal           | 1 min 16 s 83 | 42   | 1 min 20 s 57 | 36   | 2 min 37 s 40 | + 28 s 05      |
| 38                                  | 74      | Nicola Zanon                | Thaïlande          | 1 min 17 s 53 | 44   | 1 min 20 s 83 | 37   | 2 min 38 s 36 | + 29 s 01      |
| 39                                  | 88      | Shannon Abeda               | Érythrée           | 1 min 17 s 95 | 46   | 1 min 22 s 50 | 41   | 2 min 40 s 45 | + 31 s 11      |
| 40                                  | 89      | William C. Flaherty         | Porto Rico         | 1 min 20 s 16 | 48   | 1 min 21 s 26 | 38   | 2 min 41 s 42 | + 32 s 07      |
| 41                                  | 69      | Eldar Salihovic             | Monténégro         | 1 min 18 s 84 | 47   | 1 min 22 s 70 | 42   | 2 min 41 s 54 | + 32 s 19      |
| 42                                  | 66      | Yianno Kouyoumdjian         | Chypre             | 1 min 20 s 66 | 50   | 1 min 21 s 85 | 39   | 2 min 42 s 51 | + 33 s 16      |
| 43                                  | 75      | Berkin Usta                 | Turquie            | 1 min 17 s 91 | 45   | 1 min 24 s 81 | 43   | 2 min 42 s 72 | + 33 s 37      |
| 44                                  | 81      | Fayik Abdi                  | Arabie saoudite    | 1 min 21 s 44 | 51   | 1 min 25 s 41 | 45   | 2 min 46 s 81 | + 37 s 50      |
| 45                                  | 85      | Arif Mohd Khan              | Inde               | 1 min 22 s 35 | 53   | 1 min 24 s 89 | 44   | 2 min 47 s 24 | + 37 s 89      |
| 46                                  | 83      | Benjamin Alexander          | Jamaïque           | 1 min 37 s 94 | 54   | 1 min 40 s 58 | 46   | 3 min 18 s 52 | + 1 min 9 s 17 |
| -                                   | 2       | Luca De Aliprandini         | Italie             | 1 min 3 s 42  | 6    | DNF           | -    | -             | -              |
| -                                   | 7       | Manuel Feller               | Autriche           | 1 min 3 s 67  | 7    | DNF           | -    | -             | -              |
| -                                   | 14      | Lucas Braathen              | Norvège            | 1 min 4 s 20  | 12   | DNF           | -    | -             | -              |
| -                                   | 26      | Mattias Rönngren            | Suède              | 1 min 4 s 48  | 13   | DNF           | -    | -             | -              |
| -                                   | 37      | Andrej Drukarov             | Lituanie           | 1 min 5 s 78  | 20   | DNF           | -    | -             | -              |
| -                                   | 55      | Emir Lokmić                 | Bosnie-Herzégovine | 1 min 8 s 0   | 29   | DNF           | -    | -             | -              |
| -                                   | 79      | Yohan Goncalves Goutt       | Timor oriental     | 1 min 21 s 52 | 52   | DNF           | -    | -             | -              |
| -                                   | 82      | Matteo Gatti                | Saint-Marin        | 1 min 20 s 40 | 49   | DSQ           | -    | -             | -              |
| -                                   | 9       | Alexander Schmid            | Allemagne          | DNF           | DNF  | DNF           | DNF  | DNF           | DNF            |
| -                                   | 11      | Justin Murisier             | Suisse             | DNF           | DNF  | DNF           | DNF  | DNF           | DNF            |
| -                                   | 15      | Loïc Meillard               | Suisse             | DNF           | DNF  | DNF           | DNF  | DNF           | DNF            |
| -                                   | 19      | Rasmus Windingstad          | Norvège            | DNF           | DNF  | DNF           | DNF  | DNF           | DNF            |
| -                                   | 21      | Atle Lie McGrath            | Norvège            | DNF           | DNF  | DNF           | DNF  | DNF           | DNF            |
| -                                   | 24      | Cyprien Sarrazin            | France             | DNF           | DNF  | DNF           | DNF  | DNF           | DNF            |
| -                                   | 27      | Ryan Cochran-Siegle         | États-Unis         | DNF           | DNF  | DNF           | DNF  | DNF           | DNF            |
| -                                   | 28      | Aleksander Andrienko        | Russie             | DNF           | DNF  | DNF           | DNF  | DNF           | DNF            |
| -                                   | 30      | Ivan Kuznetsov              | Russie             | DNF           | DNF  | DNF           | DNF  | DNF           | DNF            |
| -                                   | 31      | Sam Maes                    | Belgique           | DNF           | DNF  | DNF           | DNF  | DNF           | DNF            |
| -                                   | 34      | Samu Torsti                 | Finlande           | DNF           | DNF  | DNF           | DNF  | DNF           | DNF            |